# Ciclisme

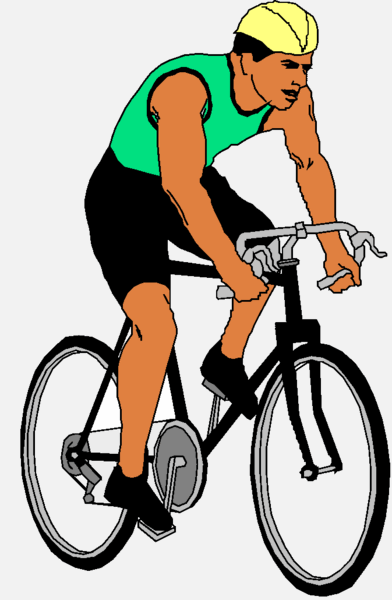
Dibuix d'un ciclista

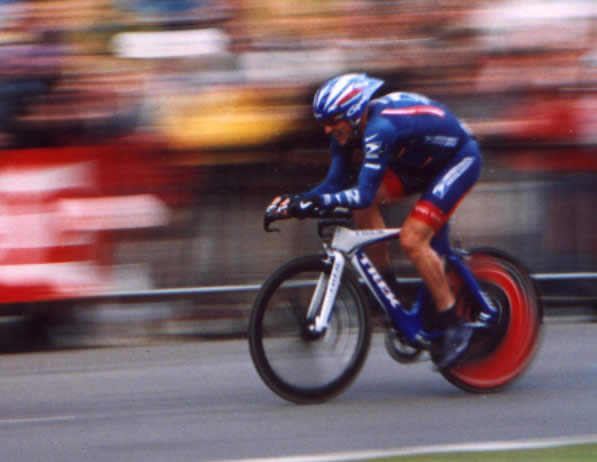
Lance Armstrong al pròleg del Tour 2004.

El ciclisme és un esport que consisteix a la realització de curses que tenen en comú l'ús de la bicicleta.

## Història

### Història de la bicicleta
Tot i que s'han trobat gravats d'artefactes semblants a la bicicleta en dibuixos de Leonardo da Vinci al Segle XV, hem de remuntar-nos a finals del Segle XVIII per trobar els primers aparells semblants a l'actual bicicleta. El 1690 el comte francès Mede de Sivrac inventà el célérifère, un aparell amb dues rodes, sense manillar ni pedals, però que no reeixí. A inicis del Segle XIX, el baró alemany Karl Drais creà la draisiana (1818), caracteritzada pel fet que la roda davantera era mòbil a través d'un manillar. El 1839 l'escocès Kirkpatrick Macmillan incorporà els primers pedals.
El 1865 Pierre i Ernest Michaux idearen la michaulina, on incorporaven els pedals a la roda davantera. Per guanyar velocitat, aquesta roda es feia tremendament gran i això obligava que l'aparell fos massa alt i el risc de caigudes augmentava. El 1879, l'anglès H.J. Lawson ideà la transmissió per pedals amb cadena a la roda del darrere. El 1885, John Kemp Starley crea la bicicleta de seguretat (un model anomenat Rover), amb les rodes molt més petites. Tres anys més tard, John Boyd Dunlop inventa els pneumàtics inflables. Ja a inicis del segle xx la bicicleta s'havia convertit en un mitjà de transport absolutament popular entre les masses.

### Història del ciclisme
El 31 de maig de 1868 nasqué oficialment la primera competició ciclista, organitzada pels germans Olivier, de la fàbrica de Michaux. Fou una cursa de 1200 metres al voltant del parc Saint Cloud de París i hi participaren 7 ciclistes. La primera, però, cursa semblant a les actuals proves professionals es disputà l'any següent. Fou la primera clàssica de la història i es disputà entre París i Rouen amb una distància de 123 quilòmetres. Prengueren la sortida uns cent participants (cinc d'ells dones) i el vencedor fou el britànic James Moore.
L'any 1878 es crea la primera associació ciclista a la Gran Bretanya. Tres anys més tard es crea la Union vélocipédique de France'. El 1892 es crea la International Cyclist Association, amb seu a Londres. Fou la primera associació internacional d'aquest esport, però aviat sorgiren divergències entre els països que la formaven i el 14 d'abril de 1900 es creà la Unió Ciclista Internacional, l'actual organisme rector, amb seu a París. Foren membres fundadors França, Bèlgica, Itàlia, Suïssa i Estats Units. A Espanya. el primer organisme ciclista fou la Unión Velocipédica Española l'any 1895.
El 1903 es disputà el primer Tour de França, ideat per Herni Desgrange amb un recorregut de 2428 quilòmetres. El primer Giro d'Itàlia nasqué el 1909 impulsat per Costamagna, Cougnet i Morgagni. El 1911 nasqué la Volta a Catalunya. El primer Campionat del Món de ciclisme no es realitzà fins a l'any 1927, però tot i que gaudeix de prestigi, el veritable campió del món oficiós és el campió de la ronda francesa. No és fins al 1935 que es crea la primera Vuelta a Espanya, ideada per Joan Pujol. La principal prova en ruta a Amèrica és la Vuelta Ciclista a Colòmbia apareguda el 1951.
El 1965 l'UCI se separà en dos organismes: la Federació Internacional de ciclisme amateur (FIAC) amb seu a Roma i la Federació Internacional de ciclisme professional (FICP) amb seu a Luxemburg. L'UCI esdevingué organisme rector amb seu a Ginebra. El 1992, FIAC i FICP es reunificaren de nou dins l'UCI que es traslladà a Lausana.

### Història del ciclisme a Catalunya
De la mateixa manera com va passar a la resta d'Europa, el ciclisme fou un dels primers esports que agafà força i popularitat a casa nostra. D'aquesta manera, s'anà imposant a Catalunya des dels anys 80 del segle xix. La primera entitat cliclista de Catalunya fou el Club Velocipèdic de Barcelona, del 1884 fundat per Claudi de Rialp i Manuel Duran i Ventosa. Poc després apareix el Sport Ciclista Català, primer club de cabdal importància a la península.
El 1887 es fundà el Velo-Club a Barcelona. Entre 1888 i 1891 es fundaren clubs a Reus (Veloz Club), Tarragona (Club Velocipedista), Tortosa, Valls, Mataró (Sport Mataronés, 1893, fusió del Club Mataronès de Velocípedes -1892- i El Pedal Mataronès -1893-), Terrassa, Sabadell (Club Velocipèdic Sabadellenc), Girona, Olot i Figueres (Sport Figuerenc 1891, que construí el primer velòdrom de Catalunya el 1893), i d'altres a la ciutat de Barcelona. També el 1893 es construí el Velòdrom de la Bonanova amb 400 metres de corda i considerat el millor d'Europa del moment. El 1895 es construïren el velòdrom de Reus, i l'any següent el de Lleida. A Barcelona es construeixen, també, els Nou velòdroms del carrer Aragó (del Velo-Club) i el del carrer Muntaner (amb 250 metres de corda). El 1903 es construí el Velòdrom de Tirador a Palma, impulsat pel Veloç Sport Balear, entitat molt destacada a les Illes. El 1898 es creà l'Sport Club Lleidatà i el 1906 es crea el Bétulo Sports a Badalona.

## Modalitats
El ciclisme es pot dividir en les següents modalitats:

### Ciclisme en carretera
És aquella modalitat que es disputa per carrers, circuits o carreteres. Trobem diferents tipus de competicions:
- Proves d'un dia
  - Les clàssiques: proves d'un dia de llarg recorregut disputades entre dues ciutats.
  - Els critèriums: curses de fins a 100 quilòmetres que es disputen en un circuit tancat.
  - Contra-rellotge individual: els ciclistes recorren una distància sols sortint a intervals de temps vencent el que recorre la distància en menys temps (si es disputa en muntanya, rep el nom de crono-escalada).
  - Contra-rellotge per equips: com l'anterior però disputada per equips. No hi ha vencedor individual, sinó que ho és l'equip que hagi fet menys temps.
- Proves per etapes
  - Són proves de com a mínim dos dies que combinen etapes planes o etapes de muntanya; i etapes en línia o contra-rellotges.

El primer Campionat del Món en carretera es disputà el 1927.

### Ciclisme en pista
És aquella modalitat que es disputa en un velòdrom. Es compon de diferents tipus de proves:
- Velocitat: competeixen per parelles sobre una distància de 1000 metres on només els 200 metres darrers compten pel temps.
- Quilòmetre a sortida parada: prova individual contra el rellotge sobre una distància de 1000 metres.
- Persecució individual: competeixen de dos en dos prenent la sortida des de costats oposats del velòdrom intentant donar-se caça mútuament, vencent qui dona caça o qui acaba primer de recórrer la distància.
- Persecució per equips: igual que en el cas anterior, però competint equips de 4 corredors, on el tercer corredor en arribar a la meta de cada equip marca el temps final.
- Fons per punts: sobre una distància de 50 quilòmetres amb sortida massiva i sprints puntuables cada quilòmetre i mig aproximadament, vencent qui més punts acumula.
- Keirin: prova d'origen japonès on els corredors (uns vuit) disputen un sprint llençat.
- Scratch: cursa individual sobre una distància de 10 o 15 quilòmetres amb 24 participants on només puntua l'sprint final de carrera.
- Eliminació: és una prova semblant a la de fons per punts, però on el darrer corredor de cada sprint intermedi ha d'abandonar la prova, fins que queda un únic campió.

El primer Campionat del Món en pista es disputà el 1893.

### Ciclisme de muntanya
També anomenada Mountain Bike, és aquella modalitat de ciclisme que es disputa per camins de muntanya (de terra, no asfaltats). Consta de les següents modalitats:
- Camp a través o BTT (Cross Country)
- Descens (Downhill)
- Eslàlom (Slalom)

Les primeres competicions es disputaren a la dècada dels 70. El 1990 es disputaren els primers Campionats del Món.

### Ciclo-cross
El ciclo-cross és una disciplina del ciclisme que consisteix en curses camp a través en un circuit tancat. Les bicis són com les de carretera però amb uns pneumàtics més amples. El terreny inclou clarianes, obstacles, camins a través del bosc, bassals enfangats i poden circular muntats a la bicicleta o carregant-la a les espatlles si el terreny ho requereix.
El primer campionat del món de ciclo-cross es disputà el 1950.

### BMX
El BMX (abreviació de Bicycle Motocross), també anomenat ciclisme acrobàtic, és una versió del motocròs sobre bicicleta. Aquestes són de mida més petita que les normals, cosa que permet major acceleració i control. Existeixen dues modalitats: carrera i estil lliure.
Té el seu origen a Califòrnia (Estats Units) als anys 70 i els primers Campionats del Món es disputaren el 1993.

### Trial
Aquesta modalitat és la versió del trial sobre moto però usant una bicicleta. Els participants han de superar uns circuits tancats plens d'obstacles, sense posar els peus a terra.

El primer campionat del món de trial, anomenat aleshores Trialsín, es disputà el 1986. El més gran especialista d'aquesta modalitat ha estat el català Ot Pi. Actualment el trial en bicicleta està dividit en dos grups; el biketrial regulat per la BIU i una altra "versió" que seria el trial regulat per l'UCI. La selecció catalana de biketrial competeix oficialment a la primera versió, ja que és reconeguda per la BIU, però no a la segona en no haver-la reconegut l'UCI.

### Gravel
És una modalitat de ciclisme que es disputa per camins de grava i asfalt. Té el seu origen a l'oest mitjà dels EUA al voltant dels anys 2000. Les primeres competicions oficials de l'UCI, com el campionat del món, es disputaren el 2022.

### Ciclisme indoor
Està compost per diverses modalitats esportives molt poc habituals sobre bicicleta, que es disputen en pavellons tancats. Destaquen:
- El ciclisme artístic: que consisteix en actuacions musicals a sobre la bicicleta.
- El ciclo-bol: una mena de futbol sobre bicicleta.

Els primers Campionats del Món de Ciclisme Indoor es disputaren el 1956.

### Cicloturisme

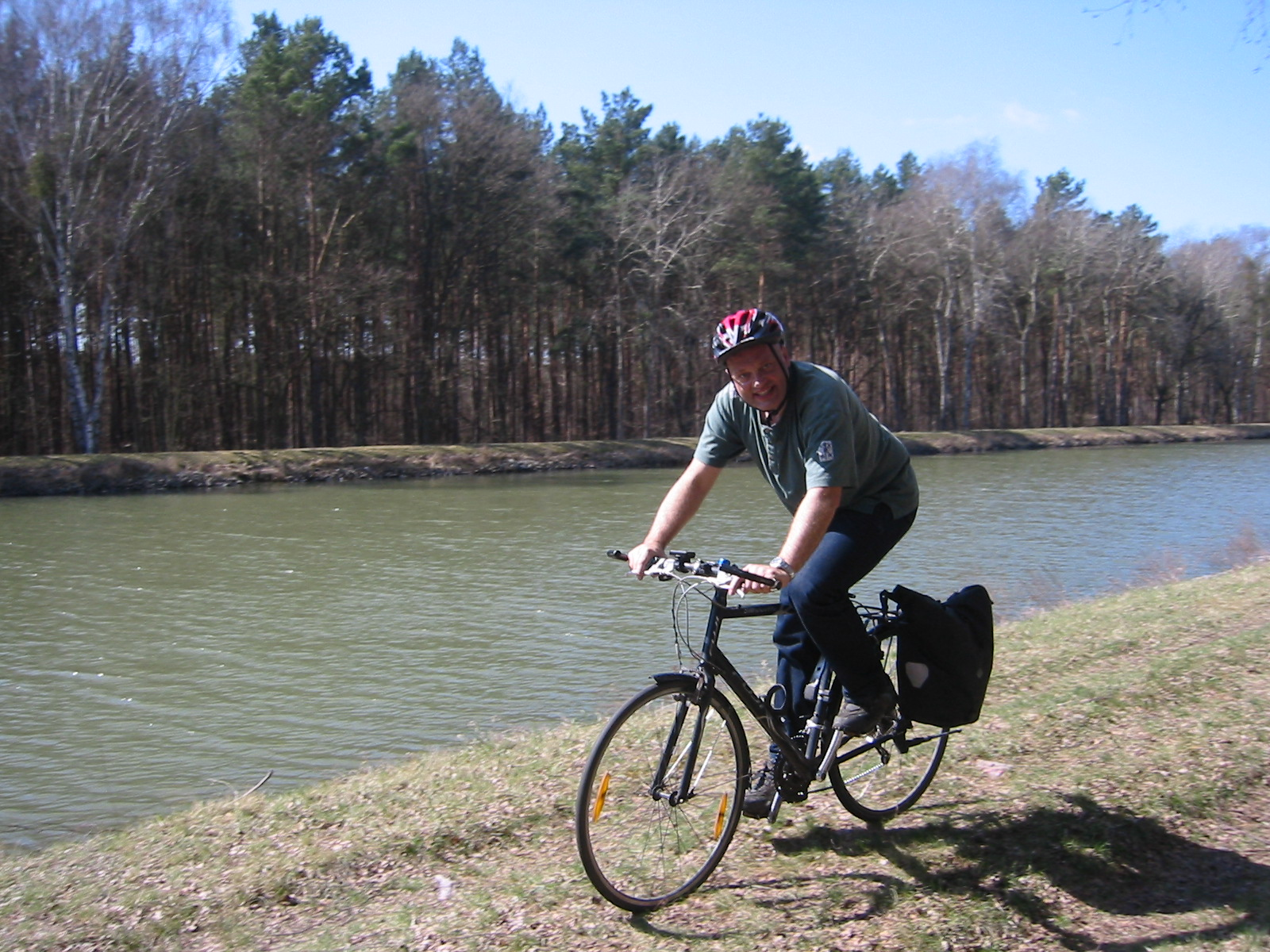
Cicloturista

El cicloturisme és una activitat que combina l'activitat física i el turisme. Consisteix a viatjar en bicicleta visitant els llocs que es troba un al seu pas. Es fa per plaer no per competició, i per això no es pot arribar a denominar pràctica esportiva. Consisteix en la pràctica del ciclisme sense ànim competitiu, usant la bicicleta com a mitjà d'exercici físic, diversió, transport o turístic.

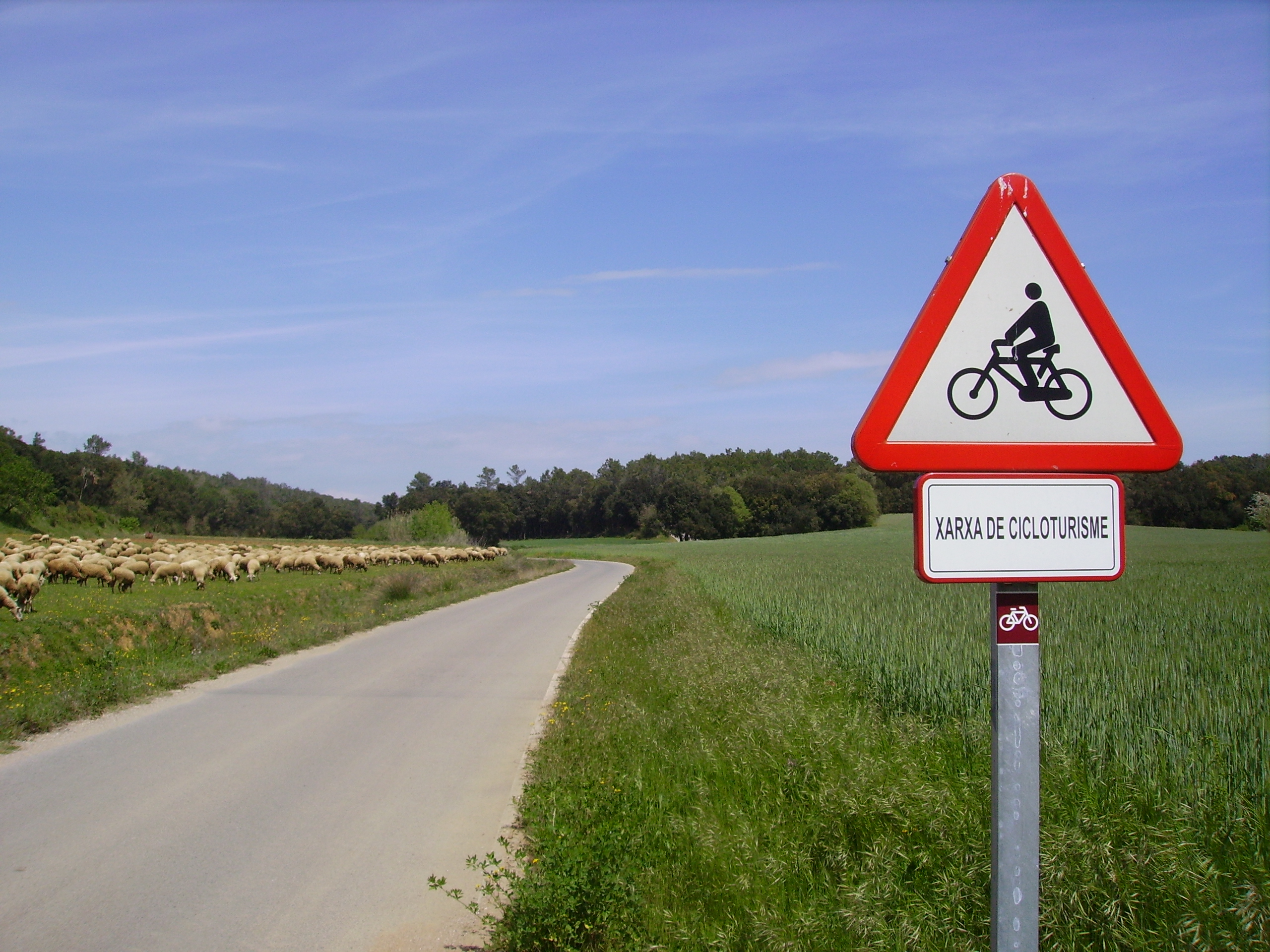
Senyal de la Xarxa de Cicloturisme del Baix Empordà

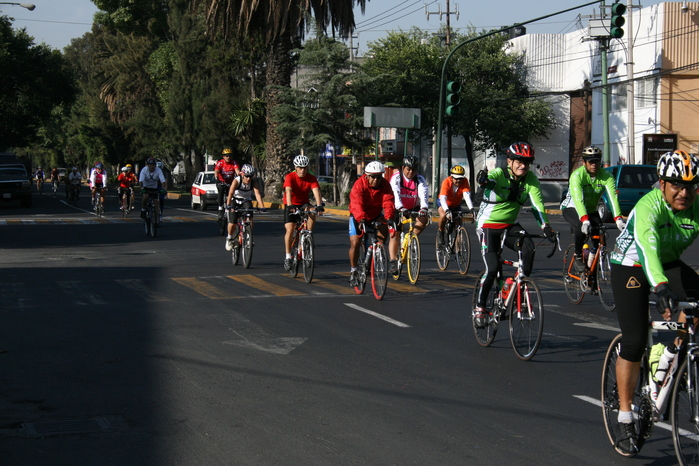
Grup de cicloturistes

Es poden fer viatges de qualsevol durada, tant en el dia com de diverses setmanes, mesos o anys. Una persona en raonable forma física i amb una bicicleta carregada d'equipatge, pot fer entre 50 i 150 km. per dia, depenent del tipus de terreny, i per això es poden cobrir distàncies considerables en uns pocs dies.
Per a viatges de diversos dies caben dues alternatives bàsiques: anar amb vehicle de suport, o ser autosuficient. Aquesta última modalitat a més admet dues variants: dur tot el necessari per a dormir i menjar (tenda de campanya, sac de dormir, útils de cuina, etc.) vivac o allotjar-se en hotels/hostals i menjar en restaurants ("cicloturisme de targeta de crèdit").
Hi ha empreses que organitzen viatges amb bicicleta i que solen dur una furgoneta de suport en la qual viatja l'equipatge, a més de comptar amb eines i recanvis per a solucionar qualsevol avaria, o poder actuar de "granera" arreplegant a qui no aguanten el ritme o es lesionen.
En algunes grans ciutats, com la ciutat de Mèxic, és tradicional que els ciclistes es reunisquen per a efectuar passejos en grup. D'aquesta manera el cicloturista compta amb el suport i companyia dels altres membres, fent més segur i agradable el viatge.
En alguns països hi ha autèntiques xarxes de vies per a bicicletes, i hi ha una iniciativa per a fer grans rutes ciclistes per Europa: EuroVelo

### Ciclisme urbà

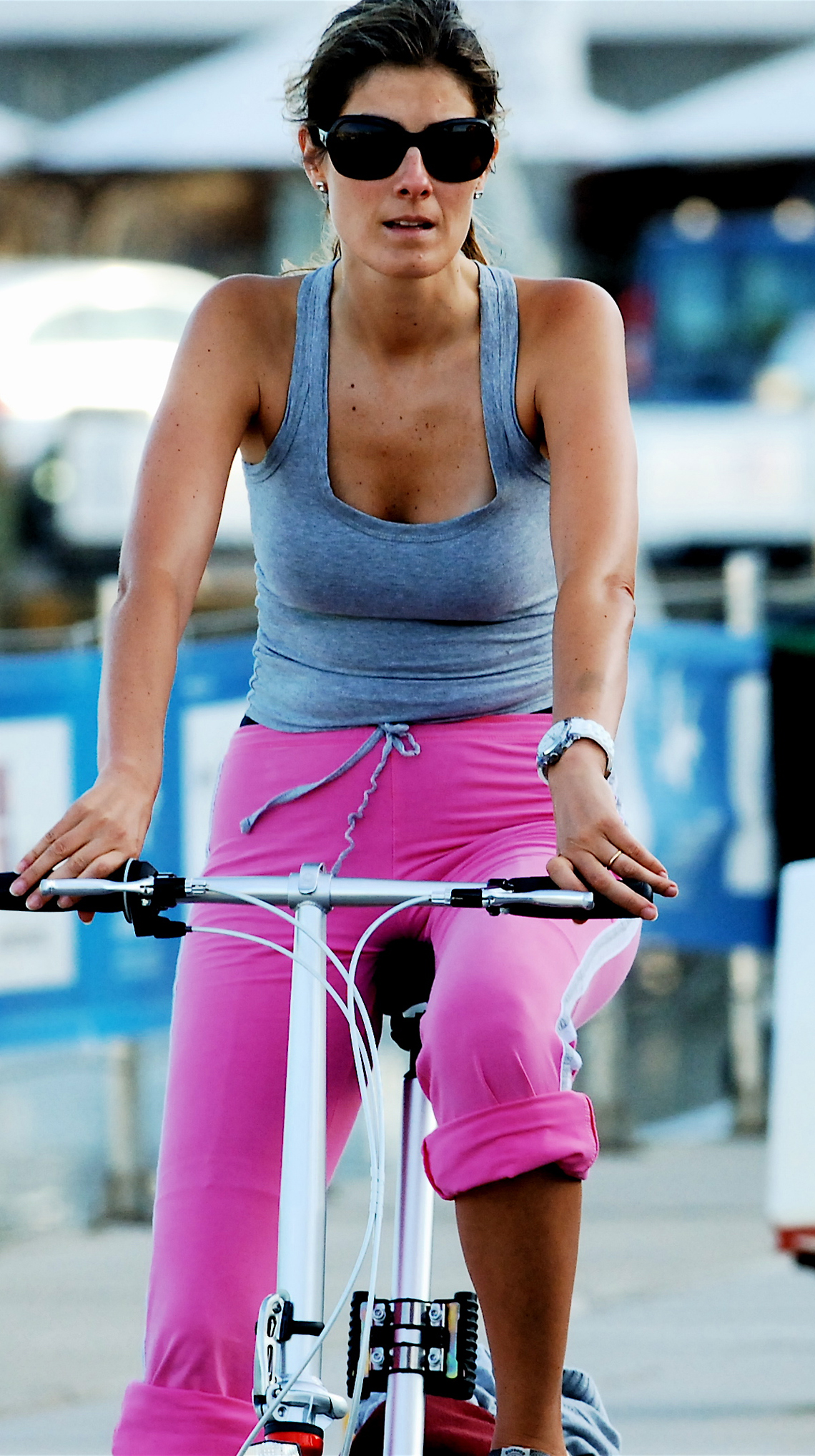
Ciclista urbana a Cascaes, Portugal

El ciclisme urbà no és necessàriament un esport, encara que afavoreix la salut de qui ho practica. Consisteix en la utilització de la bicicleta com a mitjà de transport urbà sia al treball, de compres, per fer gestions o d'oci; es tracta per tant de distàncies curtes o mitjanes recorregudes al medi urbà i els seus voltants. Els seus seguidors són, juntament amb els cicloturistes, els que viuen la bicicleta com a mitjà de transport. Ciutats amb excel·lent infraestructura ciclista són Amsterdam als Països Baixos, Copenhaguen a Dinamarca, entre d'altres. Espanya i Argentina en aquest sentit estan situades en el furgó de cua, encara que van millorant gradualment. Bogotà, Colòmbia, està posicionada com la tercera ciutat del món més amigable al ciclista, darrere d'Amsterdam (1) i Copenhagen (2), segons la revista en línia exclusiva per a homes askmen.com.
Fa uns anys eren una piga en la pell de la ciutat, situació per la qual qualificaven com a moda. Avui són una alternativa davant la voràgine motora que condemna a les ciutats com als seus pobladors, els qui sucumbeixen cada vegada més davant les pressions del treball.
Encara que la bicicleta encara demanda l'espai públic que es mereix per les bondats que genera, com el fet de ser un vehicle net capaç d'ajudar a la forma física de qui la condueix.
Així que el nombre d'usuaris -entre els quals es destaquen estudiants, treballadors i mestresses de casa- fan pensar que almenys aquesta societat víctima de la seva mobilitat quotidiana comença a recuperar el seu espaitemps en muntar sobre dues rodes.
I és que la iniciativa d'aquests genets postmoderns per recuperar els carrers ha ocasionat que conflueixin en esdeveniments setmanals anomenats ‘rodades', curses sense fi competitiva però amb el comú de passar un bon moment sobre la bicicleta. I les xarxes socials tenen tant a veure en això, facilitat a la programació com a la propagació de més ciclistes urbans.
La resposta d'aquests ha portat als governs estatals i als municipals a afavorir els seus esdeveniments com posar a l'abast de qualsevol bicicletes, com per exemple el bicing de Barcelona, i l'ampliació del carril bici.

## Vestimenta de les modalitats

### Ciclisme en carretera
- - El mallot: és una samarreta amb unes butxaques a l'esquena.
  - El culot: són uns pantalons amb una protecció pel seient.
  - Sabates de carretera: són diferents que les sabates de muntanya.

casc: per protecció en cas de caiguda

### Ciclisme en pista
- - Un buzó: és un mallot i un culot junts i queden més aferrats
  - Sabates iguals que les de carretera

### Ciclisme de muntanya
- - El mallot: semblant al de carretera però és més gruixut.
  - El culot: amb més protecció que el de carretera
  - Sabates de muntanya

### Ciclo-cross
És la mateixa vestimenta que el ciclisme de muntanya però amb la diferència que la bicicleta és mixta està mesclada entre bicicleta de muntanya i de carretera.

### BMX
- - El casc: és diferent de tots els altres, és un casc integral que protegeix tot el cap.

### Gravel
- - El mallot: és una samarreta amb unes butxaques a l'esquena.
  - El culot: són uns pantalons amb una protecció pel seient.
  - Sabates de muntanya: són diferents que les sabates de carretera.

### Ciclisme indoor
Igual que la modalitat de carretera en el ciclo-bol però en ciclisme artístic amb mallots de maniga llarga i una samarreta normal.

### Cicloturisme
Igual que la modalitat de muntanya o carretera

## Ciclisme als Jocs Olímpics
El ciclisme és un esport que forma part del programa oficial des dels primers Jocs Olímpics d'Estiu de 1896 disputats a Atenes (Grècia), i juntament amb l'atletisme, l'esgrima, la gimnàstica i la natació són els cinc esports que sempre han estat presents en totes les edicions dels Jocs. La presència femenina en aquest esport no es dugué a terme fins als Jocs Olímpics d'Estiu de 1984 a Los Angeles (Estats Units).

## Competicions
Actualment les competicions ciclistes se separen en diverses categories. Aquestes són:
- UCI Pro Tour:
  - Proves per etapes
    - París-Niça (França)
    - Tirrena-Adriàtica (Itàlia)
    - Volta al País Basc (Espanya-País Basc)
    - Tour de Romandia (Suïssa)
    - Giro d'Itàlia (Itàlia)
    - Volta Ciclista a Catalunya (Espanya-Catalunya)
    - Dauphiné Libéré (França)
    - Volta a Suïssa (Suïssa)
    - Tour de França (França)
    - Tour del Benelux (Bèlgica-Països Baixos-Luxemburg)
    - Volta a Alemanya (Alemanya)
    - Volta ciclista a Espanya (Espanya)
    - Volta a Polònia (Polònia)

  - Clàssiques (proves d'un dia)
    - Milà-San Remo (Itàlia)
    - Tour de Flandes (Bèlgica)
    - Gant-Wevelgem (Bèlgica)
    - París-Roubaix (França)
    - Amstel Gold Race (Països Baixos)
    - Fletxa Valona (Bèlgica)
    - Lieja-Bastogne-Lieja (Bèlgica)
    - Contrarellotge per equips d'Eindhoven (Països Baixos)
    - Vattenfall Cyclassics (Alemanya)
    - Clàssica de Sant Sebastià (Espanya-País Basc)
    - Gran Premi de Plouay (França)
    - Campionat de Zuric (Suïssa)
    - París-Tours (França)
    - Volta a Llombardia (Itàlia)
- Fora de Categoria:
  - Setmana Catalana de Ciclisme (Espanya-Catalunya)
- Primera Categoria:
  - Volta a la Comunitat Valenciana (Espanya-País Valencià)
  - Gran Premi del Midi Libre (França)
  - Trofeu Lluís Puig (Espanya-País Valencià)
- Segona Categoria:
  - Cinturó de Mallorca (Espanya-Illes Balears)
  - Volta a Lleida (Espanya-Catalunya)
  - Escalada a Montjuïc (Espanya-Catalunya)
- Tercera Categoria:
  - Volta a Mallorca (Espanya-Illes Balears)
- Altres proves:
  - Campionat del Món de ciclisme
  - Copa del Món de ciclisme
  - Jocs Olímpics

### Volta Ciclista a Catalunya
La Volta Ciclista a Catalunya és la principal cursa ciclista per etapes que es disputa a Catalunya. Iniciada el 1911, és una de les curses més antigues que es disputa a la península, de fet només la Volta a Tarragona que es començà a disputar el 1908 la supera, és també una de les més antigues del món, molt prop temporalment del Tour de França (1903) i el Giro d'Itàlia (1909). Actualment està inscrita a l'UCI ProTour, la màxima categoria de curses ciclistes mundial.
El guanyador de la classificació general per temps rep un mallot blanc amb ratlles verdes. El de la classificació per punts (esprints) llueix un mallot blanc mentre que el de la classificació de la muntanya, un de vermell. El català més ben classificat rep un mallot semblant al de la selecció catalana.

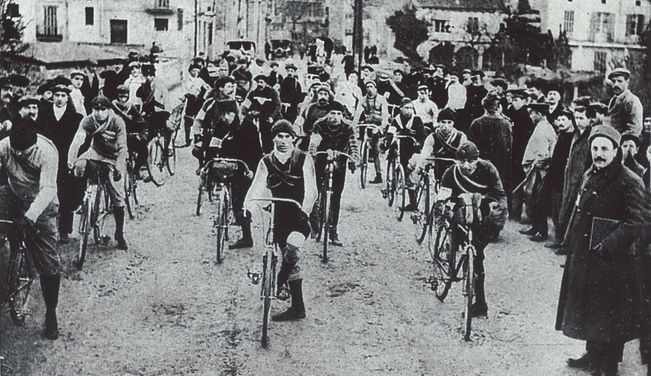
Primera sortida de la Volta Ciclista a Catalunya

Gràcies a l'impuls d'homes com Narcís Masferrer, director d'El Mundo Deportivo i president de la Unión Velocípédica Española i Miquel Arteman, redactor de ciclisme del mateix diari, el 1911 es posà en marxa aquesta cursa. Les primeres edicions foren organitzades pel Club Deportivo de Barcelona, i el 1923, amb Raimon Torres, president de la secció ciclista de la Unió Esportiva Sants, al capdavant, la Volta rep l'impuls definitiu que l'ha portat, sota l'organització del club de Sants, al màxim nivell del món ciclístic internacional. En la memòria de totes les edicions cal destacar un nom per damunt de tots, Marià Cañardo, amb 7 victòries, líder indiscutible del palmarès.
El 2011, amb motiu del centenari d'aquesta prova, s'ha publicat el llibre "Volta" a Catalunya 1911-2011: un segle d'esport i país, a càrrec de Rafael Vallbona i Sallent i editat per Cossetània Edicions. L'obra, que eminentment és un recull d'imatges de la prova durant aquest període, realitza un recorregut tant esportiu com cultural mitjançat el ciclisme a la Catalunya d'aquests cent anys.

### Tour de França
El Tour de França és una cursa ciclista coneguda arreu del món. Sol tenir 21 dies o etapes amb un recorregut màxim de 3.500 kilòmetres. El Tour més curt va ser el 1904 amb 2.420 kilòmetres (1.503,7 milles), i el més llarg el 1926 amb 5.745 kilòmetres (3.569,8 milles).
Les tres setmanes normalment inclouen dos dies de descans, a vegades són utilitzats per portar els ciclistes d'una ciutat a una altra. La cursa recorre França en el sentit de les agulles del rellotge o en sentit contrari en anys alternatius. El primer circuit en el sentit contrari de les agulles del rellotge va ser el 1913. 

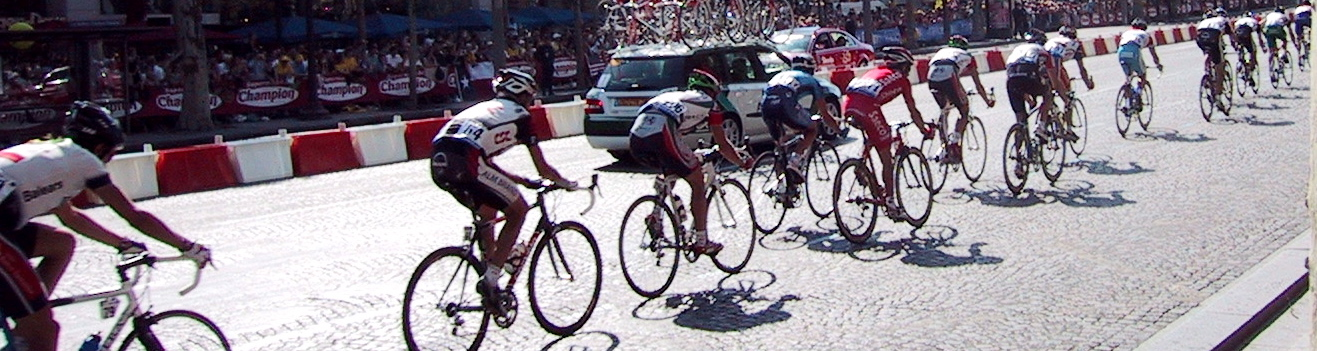
El Tour del 2004 en la seva última etapa per l'avinguda dels Camps Elisis

El The New York Times deia el "El Tour de França és probablement el més exigent dels esdeveniments atlètics". L'esforç es comparava a "córrer una marató uns quants dies a la setmana durant tres setmanes", i l'elevació total de les pujades es va comparar amb "pujar tres Everest".
El nombre d'equips normalment varia entre 20 a 22, amb nou ciclistes en cada un. L'entrada és per invitació a equips escollits per l'organitzador de cursa, l'Amaury Sport Organisation. Els companys d'equip s'ajuden entre ells i són seguits pel director i mecànics en cotxes.
Els ciclistes es classifiquen segons el temps que cadascun ha fet durant la cursa, una ordenació coneguda com la classificació general. Hi pot haver bonificacions d'hora per acabar bé en una etapa o ser primer per aprovar un punt intermedi. És possible vèncer sense guanyar una etapa, com Greg LeMond que va guanyar el 1990. Hi ha classificacions subsidiàries, algunes amb jerseis distintius per al millor ciclista.
Els ciclistes normalment comencen junts cada dia, amb el primer sobre la línia de sortida, però alguns dies es fan contra-rellotges individuals o per equips. El guanyador de la general sol dominar la muntanya i la contra rellotge. La majoria dels escenaris són a França, encara que des del 1960 s'ha fet comú visitar països pròxims. Les etapes poden ser planes, ondulants o muntanyoses. Des del 1975 l'última etapa ha sigut el recorregut per l'Avinguda dels Camps Elisis a París; des del 1903 al 1967 la cursa acabava a l'estadi al Parc des Princes a París i des del 1968 al 1974 al Velòdrom de Vincennes.

### Giro d'Itàlia

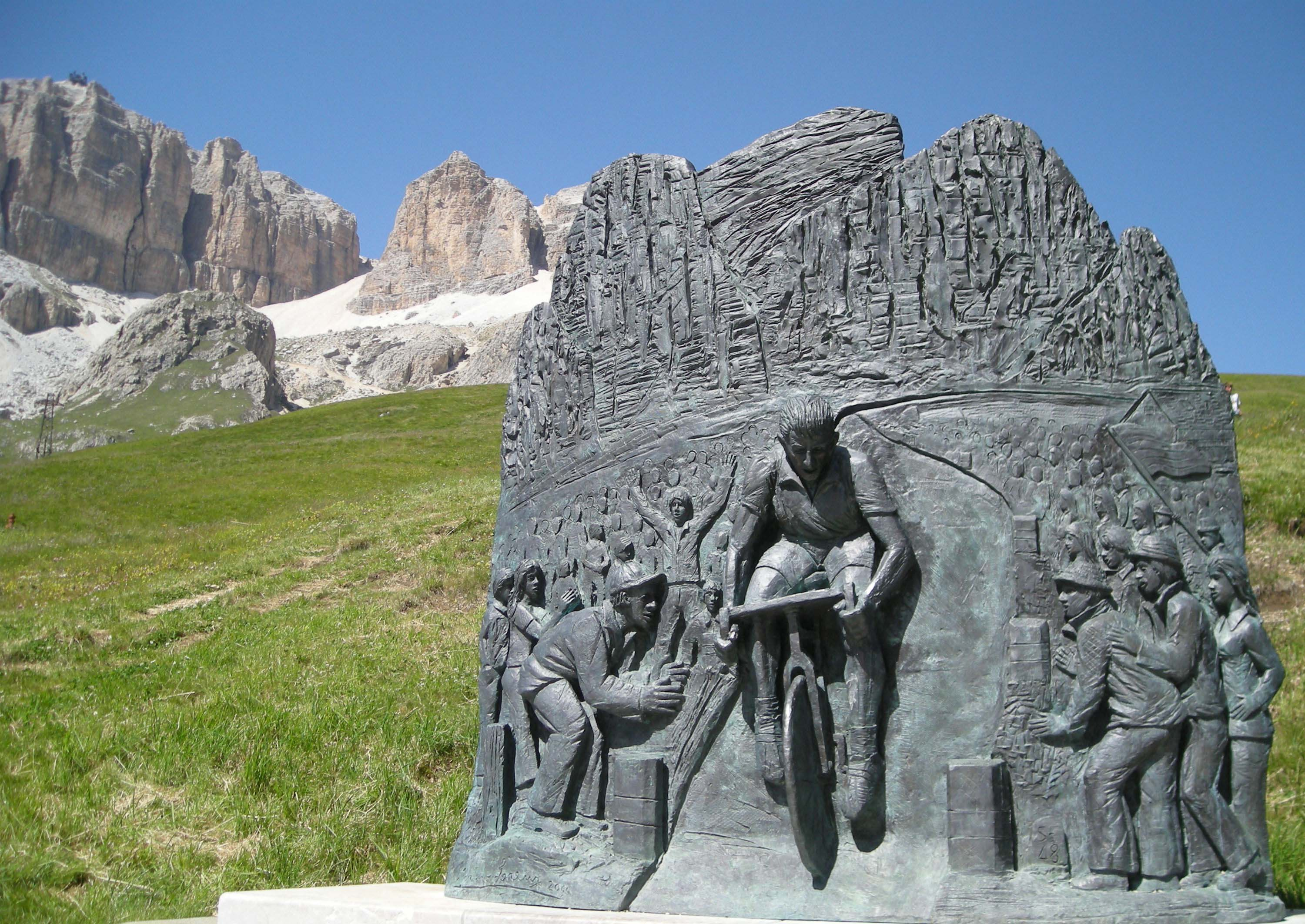
Monument erigit en homenatge a Fausto Coppi el 2 de juliol de 2000 al Pas Pordoi (Dolomites) per la commune de Canazei

El Giro d'Itàlia és una competició ciclista en ruta per etapes disputada a Itàlia, normalment celebrada al mes de maig per un període de tres setmanes. És la segona prova per etapes més important del món, i forma part del calendari oficial de l'UCI ProTour.
La primera edició del Giro d'Itàlia s'inicià el 13 de maig de 1909 a Milà amb un total de 8 etapes i 2.448 quilòmetres.
El líder de la classificació general duu un mallot rosa (maglia rosa), que és el color del diari esportiu milanès La Gazzetta dello Sport, organitzador de la cursa. El líder de la muntanya porta un mallot blau, havent-hi també mallot per a la classificació per punts o de la regularitat (la històrica maglia ciclamino).
Tres ciclistes comparteixen el rècord de victòries a la competició amb un total de cinc triomfs: Alfredo Binda (entre 1925 i 1933), Fausto Coppi (entre 1940 i 1953) i Eddy Merckx (entre 1968 i 1974).
El corredor que més vegades ha pujat al podi final ha estat Felice Gimondi (9 cops), i el corredor amb més victòries d'etapa és Mario Cipollini, que en l'edició de 2003 superà el rècord de 41 victòries que tenia Alfredo Binda des dels anys trenta.

### Volta ciclista a Espanya

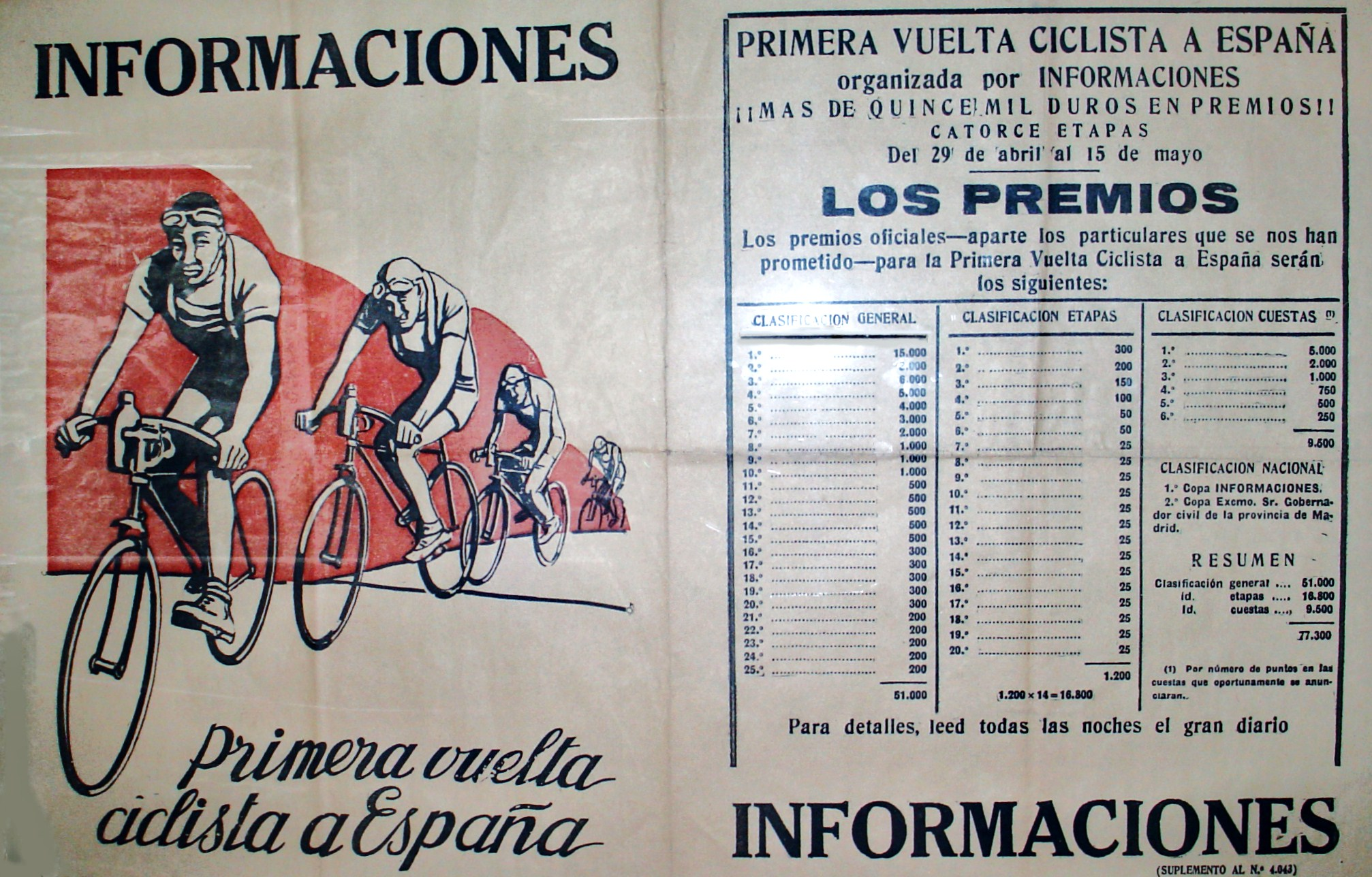
Pàgines Centrals del diari "Informaciones" (1935) amb la llista de premis de la I edició de la Volta Ciclista a Espanya. Museu de Joguets i Autòmats de Verdú (Urgell).

La Volta ciclista a Espanya és una competició ciclista en ruta per etapes disputada a Espanya. La primera edició es va fer l'any 1935 al llarg de 3.431 km de recorregut i la va guanyar el belga Gustaaf Deloor en un temps de 150h 07′ 54″, rodant a una mitjana de 28,591 km/h. Junt amb el Tour de França i el Giro d'Itàlia és una de les tres grans voltes ciclistes de l'any.
Es tracta d'una competició de 3 setmanes, que se sol disputar actualment a cavall d'agost i setembre, amb una distància a recórrer d'uns 3.000 km en unes 20 etapes. L'última etapa sol acabar tradicionalment a Madrid.
Roberto Heras amb quatre victòries, és el ciclista amb més victòries a la Volta a Espanya, tot i que la del 2005 no ha estat exempta de polèmica. Com passa al Tour de França i al Giro d'Itàlia el ciclista líder duu un mallot que l'identifica, essent en el cas espanyol el denominat mallot vermell.

## Ciclistes famosos

### Catalunya
1. Marià Cañardo
2. Miquel Poblet
3. Josep M. Sans Ciurana
4. Josep Lluís Laguía
5. Pere Muñoz
6. Àngel Edo
7. Melcior Mauri
8. Joan Antoni Flecha
9. Sergi Escobar
10. Josep Jufré i Pou
11. Joaquim Rodríguez
12. Marc Soler

### Illes Balears
1. Guillem Timoner
2. Miquel Mas Gayà
3. Margalida Fullana Riera
4. Joan Llaneras Rosselló
5. Miquel Alzamora Riera
6. Enric Mas

### Espanya
1. José Pérez-Francés
2. Federico Martín Bahamontes
3. Luis Ocaña
4. Pedro Delgado
5. Miguel Induráin
6. Alejandro Valverde
7. Óscar Pereiro
8. Alberto Contador

### França
1. Jacques Anquetil
2. Raymond Poulidor
3. Bernard Hinault

### Itàlia
1. Fausto Coppi
2. Marco Pantani
3. Danilo Di Luca

### Classificació actual
| #  | Ciclista               | Equip                        | Punts  |
| -- | ---------------------- | ---------------------------- | ------ |
| 1  | POGAČAR Tadej          | UAE Team Emirates            | 3116.4 |
| 2  | EVENEPOEL Remco        | Soudal - Quick Step          | 2733.1 |
| 3  | VAN AERT Wout          | Jumbo-Visma                  | 2511   |
| 4  | VINGEGAARD Jonas       | Jumbo-Visma                  | 2042.1 |
| 5  | BILBAO Pello           | Bahrain - Victorious         | 1667.9 |
| 6  | DE LIE Arnaud          | Lotto Dstny                  | 1580   |
| 7  | PEDERSEN Mads          | Trek - Segafredo             | 1429.4 |
| 8  | VLASOV Aleksandr       | BORA - hansgrohe             | 1420   |
| 9  | PHILIPSEN Jasper       | Alpecin-Deceuninck           | 1417   |
| 10 | KRISTOFF Alexander     | Uno-X Pro Cycling Team       | 1376   |
| 11 | KÜNG Stefan            | Groupama - FDJ               | 1324.5 |
| 12 | DÉMARE Arnaud          | Groupama - FDJ               | 1308.9 |
| 13 | MARTÍNEZ Daniel Felipe | INEOS Grenadiers             | 1293.1 |
| 14 | LAPORTE Christophe     | Jumbo-Visma                  | 1289   |
| 15 | HIGUITA Sergio         | BORA - hansgrohe             | 1273   |
| 16 | VAN DER POEL Mathieu   | Alpecin-Deceuninck           | 1255.5 |
| 17 | ROGLIČ Primož          | Jumbo-Visma                  | 1245   |
| 18 | MAS Enric              | Movistar Team                | 1239   |
| 19 | MATTHEWS Michael       | Team Jayco AlUla             | 1228.2 |
| 20 | HINDLEY Jai            | BORA - hansgrohe             | 1211   |
| 21 | CARAPAZ Richard        | EF Education-EasyPost        | 1189   |
| 22 | YATES Adam             | UAE Team Emirates            | 1125.4 |
| 23 | GIRMAY Biniam          | Intermarché - Circus - Wanty | 1116   |
| 24 | POWLESS Neilson        | EF Education-EasyPost        | 1115.3 |
| 25 | PIDCOCK Thomas         | INEOS Grenadiers             | 1094   |
| 26 | MADOUAS Valentin       | Groupama - FDJ               | 1082   |
| 27 | MERLIER Tim            | Soudal - Quick Step          | 1077.8 |
| 28 | GROENEWEGEN Dylan      | Team Jayco AlUla             | 1066.4 |
| 29 | YATES Simon            | Team Jayco AlUla             | 1065.6 |
| 30 | KOOIJ Olav             | Jumbo-Visma                  | 1052.1 |
| 31 | ARENSMAN Thymen        | INEOS Grenadiers             | 1039   |
| 32 | SKJELMOSE Mattias      | Trek - Segafredo             | 1033.4 |
| 33 | MOHORIČ Matej          | Bahrain - Victorious         | 1014   |
| 34 | LANDA Mikel            | Bahrain - Victorious         | 992    |
| 35 | THOMAS Geraint         | INEOS Grenadiers             | 990    |
| 36 | GAUDU David            | Groupama - FDJ               | 965.9  |
| 37 | BARDET Romain          | Team DSM                     | 961    |
| 38 | O'CONNOR Ben           | AG2R Citroën Team            | 958    |
| 39 | COSNEFROY Benoît       | AG2R Citroën Team            | 949    |
| 40 | TEUNS Dylan            | Israel - Premier Tech        | 948    |
| 41 | ALMEIDA João           | UAE Team Emirates            | 940    |
| 42 | VAN BAARLE Dylan       | Jumbo-Visma                  | 915    |
| 43 | MEINTJES Louis         | Intermarché - Circus - Wanty | 899    |
| 44 | HAYTER Ethan           | INEOS Grenadiers             | 896    |
| 45 | RODRÍGUEZ Carlos       | INEOS Grenadiers             | 892    |
| 46 | ULISSI Diego           | UAE Team Emirates            | 891    |
| 47 | ROTA Lorenzo           | Intermarché - Circus - Wanty | 888    |
| 48 | MARTIN Guillaume       | Cofidis                      | 854    |
| 49 | VINE Jay               | UAE Team Emirates            | 826.4  |
| 50 | BENNETT Sam            | BORA - hansgrohe             | 821.6  |